# 民安隊少年團花式單車表演隊
民安隊少年團花式單車表演隊（英文：Civil Aid Service Cadet Corps Bicycle Demonstration Team，縮寫：CAS BDT）成立於1972年，是民安隊少年團架構下的其中一枝表演單位，隊員年齡由12至17歲，是香港青少年制服團體的唯一一隊多元化的單車表演隊伍，為團員提供訓練課程、活動、表演等。
少年團花式單車表演隊成立於1972年，成員來自民安隊少年團。隊員除接受少年團的常規訓練及提供各種社會服務外，更努力鍛鍊身手，挑戰難度成為靈巧敏捷的花式單車表演隊隊員。
表演隊初期的表演項目集中於中國單車雜技，如定車、動車(1-3人)、疊羅漢(9人)及單輪車等。1980年起，表演隊引入國際室內花式單車技術及單車球等新項目，使表演技術水平大大提高，借此培訓室內花式單車運動員，參與中國香港單車總會比賽，部分隊員更成為香港代表隊成員，出外參與國際賽事。

## 培訓
參加者只要是民安隊少年團團員或一級隊員至四級長官均可申請登記報讀「花式單車訓練班」,成功取錄後會接受36小時的花式單車基本訓練。
訓練內容包括花式單車認識 、學習掌握平衡技術、學習使用不同種類的花式單車等，或參加不定期舉行的花式單車同樂日以體驗花式單車（僅限少年團員）

## 津貼
民眾安全服務隊少年團團員不會獲得發配薪酬，惟在24小時內出席訓練連續8小時或以上可以獲得發配口糧津貼；出席訓練連續4小時而不足8小時則減半。
現時8小時或以上口糧津貼為119元正，4小時而不足8小時的口糧津貼為60元正。

## 花式單車種類
- 室內花式單車
- 中國傳統雜耍單車
- 單輪車
- 高單輪 [3]
- 重車(疊羅漢)
- 單車球

## 訓練地點
九龍油麻地渡華路8號

## 有關表演
表演隊亦多次參與政府及非營利機構舉辦的公開活動，例如康樂及文化事務署的社區展演等

## 相關獎項
隊員曾如心在東亞運動會為本港奪得一面女子單人花式單車銀牌

## 相關新聞、網頁
- 蘋果日報 花式單車講求團隊合作 學習處事態度 20150419 （页面存档备份，存于）
- 頭條日報 頭條網 - 民安隊花式單車 學員訓練探索並重 20150420 （页面存档备份，存于）
- 香港政府新聞網 情迷單車陣 20150419 （页面存档备份，存于）
- Youtube TVB南區迎奧運節錄
- Youtube 民安隊少年團花式單車表演隊  （页面存档备份，存于）
- 香港政府新聞 民安隊六十五周年紀念會操20171119 （页面存档备份，存于）
- HK01 出席民安隊紀念會操　林鄭：感謝「天鴿」及「帕卡」襲港期間救援 20171119

## 外部連結
- 香港特別行政區政府 民眾安全服務隊 （页面存档备份，存于）
- 民安隊少年團花式單車表演隊 Facebook 專頁
- 香港特別行政區政府 民眾安全服務隊 花式單車表演隊 （页面存档备份，存于）
- Viutv 無限試煉場 單車